# 多利尼亞內 (車尼夫契州)
48°24′26″N 26°25′45″E / 48.40722°N 26.42917°E
多利尼亞内（羅馬化：Dolyniany）是位於烏克蘭西部的村莊，由切爾諾夫策州德涅斯特区的內多博伊夫齊市鎮負責管轄。該村海拔高度209米，2001年該村落人口1,573，99%居民是烏克蘭人。